# 巌頭全豁
巌頭全奯（がんとう ぜんかつ）は、中国の唐代の禅僧。諡は清儼大師。俗姓は柯。泉州南安県の出身。

## 生涯
青原行思の下で、仰山慧寂・徳山宣鑑に参じ、徳山の法を嗣ぐ。
光啓3年（887年）、賊に首を斬られて死す。

## 伝記
- 『祖堂集』巻7
- 『景徳伝灯録』巻16